# Stor nælde
Stor Nælde (Urtica dioica) (som også kaldes brændenælde) er en 30-200 cm høj, meget almindelig urt, der vokser på næringsrig jord, især omkring bebyggelse. Den er indikatorplante for kvælstofrig jord.
Alle overjordiske dele af planten er som regel forsynet med hule brændhår, som man ukorrekt tidligere troede var fyldt med myresyre. Det har vist sig i stedet at være en cocktail af histamin, acetylkolin og 5-hydroxytryptamin (serotonin) og et endnu ikke identificeret stof. Planten har et højt indhold af forskellige mineraler og vitaminer.

## Beskrivelse
Stor Nælde er en flerårig urt med en fladedækkende, opret vækstform. Stænglerne er firkantede, ru og tæt dækket af stive hår. Bladene er 5-16 cm lange, æg- til hjerteformede og langt tilspidsede med savtakket rand. Oversiden er mørkegrøn med dybtliggende ribber, mens undersiden er lysegrøn. Begge sider er dækket af stive hår.
Planten er særbo, sådan at der findes rent hunlige og rent hanlige individer. Blomsterne dannes ved skudspidserne, hvor de sidder i grenede nøgler. De enkelte blomster er små og mangler kronblade. Planter med hunlige blomster, har dem i hængende stande, mens planter med hanlige blomster har dem i siddende stande omtrent vandret ud fra den øverste del af planten. Frøene er nødder, som kun spredes fra de hunlige planter.
Rodnettet består af gule, vandrette jordstængler og talrige, lodrette rødder.
Højde x bredde og årlig tilvækst: 1,5 x 1,5 m (150 x 10 cm/år).

## Voksested
Stor Nælde findes overalt i landet på steder, hvor der er rigelig adgang til vigtige gødningsstoffer, specielt kvælstof. Den er indikatorplante for kvælstofrig jord og optræder i samfund med andre arter, der har samme behov: Gul Anemone, Ask, Humle og Bingelurt.

## Anvendelse
Planten er spiselig og bruges til suppe (Brændenældesuppe), stuvning og som krydderurt, ligesom den kan anvendes som smagsgiver til brug ved røgning. Brændenælde har ligeledes været anvendt i den traditionelle medicin, og den gamle lægeplante benyttes den dag i dag i mange kosttilskud. Mineralindholdet kan udnyttes ved at bruge planten til fladekompostering eller brændenældeudtræk (se Biodynamik landbrug). Tidligere har man brugt plantens taver til tekstilfabrikation, såkaldt netteldug.